# Espace Océan
Pour les articles homonymes, voir Océan (homonymie).
 (septembre 2011).
Le Pôle Océan est un projet de centre commercial, à Saint-Denis de La Réunion. Un permis de construire pour un centre de 16 000 m2 avait été déposé. Il a été annulé par le tribunal administratif en 2008 mais, d'autres projets ont vu le jour pour le remplacer.

## Le projet
Si les travaux de démolition des bâtiments existants sur le site prévu pour accueillir le complexe commencent dès novembre 2005, l'ouverture de celui-ci n'est prévue que pour 2009 ou 2010.
Il sera alors composé d'un hypermarché, de huit moyennes surfaces, de quarante boutiques, d'un cinéma et d'un parking de 1 200 places. Seront livrés par la même occasion un hôtel de soixante-dix chambres, 5 000 m2 de bureaux et cent logements. La gare routière en plein air qui existe actuellement sur place sera réorganisée au pied du nouvel ensemble.

## La polémique
Le Pôle Océan a été au cœur de toutes les polémiques tout au long de l'année 2005 parce qu'il a été dénoncé par les commerçants du centre-ville comme démesuré étant donné l'offre commerciale existant déjà aux abords de la commune, à Sainte-Marie par exemple. Jean-Jacques Morel, un adjoint à la mairie de Saint-Denis que l'on tenait pour proche du maire UMP René-Paul Victoria ayant rapidement soutenu cette opposition, le sujet a créé une division au sein de la majorité municipale et a commencé à être beaucoup médiatisé.
La division de la majorité municipale s'est encore accentuée lorsque la présidente du Conseil général de La Réunion Nassimah Dindar et le vice-président de cette assemblée Ibrahim Dindar ont annoncé rejoindre en décembre 2005 la position de l'avocat Jean-Jacques Morel, l'adjoint qui dénonce le projet dès la première heure. Ce repositionnement est analysé par les personnes favorables au projet comme une fronde des élus concernés visant à capitaliser sur le vote des commerçants zarabes du centre-ville opposés au Pôle Océan en vue des élections municipales à venir, élections que lesdits élus ne souhaitent pas voir l'actuel maire remporter à nouveau. Il intervient en tout cas après une lettre de Nicolas Sarkozy au préfet lui demandant de surveiller le dossier et de faire réaliser une nouvelle étude d'impact, ce que les commentateurs perçoivent comme un camouflet pour le maire qui se présentait par ailleurs comme un ami personnel du ministre, étant à la tête de l'UMP localement.
Sympathisant socialiste, le Président de la Chambre de commerce et d'industrie de La Réunion Éric Magamootoo a quant à lui affirmé début 2005 que le projet ne se ferait pas avec le soutien de la chambre consulaire qu'il préside s'il n'était pas redimensionné avec plus d'humilité. Cette demande accordée, il a manifesté moins d'hostilité au projet par la suite, ce qui lui a valu la critique des plus mobilisés des opposants regroupés dans un collectif appelé SOS Saint-Denis. Un mouvement favorable au projet s'est également constitué autour de personnalités comme Philippe Doki-Thonon, Aude Palant-Vergoz et bien sûr François Caillé, entrepreneur à qui est promise la propriété de l'hypermarché.

## Déficit d'exploitation
Un audit réalisé par le cabinet Ernst & Young, a prévu un déficit d’exploitation évalué à 25 millions d’euros.  